# Laurent Lafforgue
Laurent Lafforgue (n. 6 noiembrie 1966, Antony, Région parisienne, Franța) este un matematician francez specializat în teoria numerelor și geometrie algebrică, laureat cu Medalia Fields în anul 2002.

## Biografie
S-a născut în 1966 în Antony, în regiunea Parisului, într-o familie de țărani și lucrători, care au urmat doar cursurile școlii primare. Părinții său, ingineri la Commissariat à l'Énergie Atomique (CEA), au fost primele din fiecare familie care au făcut studii lungi. El însuși a urmat studii strălucitoare, cucerind primul premiu la Concours général de matematică și două medalii de argint la Olimpiada Internațională de Matematică în 1984 și în 1985. 
În anul 1986, a fost admis pe locul întâi la Școala Normală Superioară din Paris. În 1988 a început să lucreze la geometrie algebrică și teoria Arakelov cu Christophe Soulé. Din anul 1990 a devenit cercător din Centrul Național Francez de Cercetări Științifice (CNRS) la Universitatea Paris-Sud (Orsay) în echipa „Aritmetică și geometrie algebrică”. În 1994 și-a susținut teza de doctorat, sub conducerea lui Gérard Laumon, despre „D-ștuka-uri lui Drinfeld”, obiecte matematice folosite pentru a rezolvă un caz special programului Langlands. În 2000 a fost numit profesor la Institut des Hautes Études Scientifiques, funcție pe care o ocupă până în prezent.
Are doi frați mai mici, Thomas și Vincent, care au și ei absolvit Școala Normală Superioară. Thomas este profesor de matematică în „clase pregătitoare”. Vincent este director pentru cercetare la Universitatea din Orléans, specializat și el în geometrie algebrică.

## Lucrări
În 2000 a dovedit corespondenta Langlands pentru grupurile liniare GLr peste corpuri funcțiilor, adică generalizarea rezultatului lui Drinfeld. Pentru acest rezultat a primit în 2002 cea mai înaltă distincție în matematică, Medalia Fields. Din 2001 până în 2003 s-a interesat la geometria proiectivă și spațiile de configurare ale matroizilor. Apoi s-a întors la formele automorfe și programul Langlands.

## Legături externe
- fr  Pagină personală Arhivat în 19 august 2006, la Wayback Machine. lui Laurent Lafforgue la IHES
- fr  Laurent Lafforgue (2002). „Chtoucas de Drinfeld et correspondance de Langlands” (PDF). Inventiones Mathematicae (147): 1–241. doi:10.1007/s002220100174.
- en  Gérard Laumon (2002). „The Work of Laurent Lafforgue” (PDF).